# Heinrich Baab
Heinrich Baab (* 27. Juli 1908 in Frankfurt am Main; † 23. Mai 2001 ebenda) war ein deutscher Kriminalbeamter, der nach 1933 die Gestapo in Frankfurt am Main leitete und 1939 am Überfall auf Polen bei einem SS-Sonderkommando beteiligt war.

## Leben
Heinrich Baab war nach seinem Schulabschluss als Schlosser tätig. Er wechselte 1928 zur Polizeibehörde in Stettin. Von dort wurde er in seine Heimatstadt Frankfurt am Main versetzt, wo er sich beruflich vom Kriminalsekretär bis zum Leiter des Gestapo entwickelte. Die Zentrale hatte ihren Sitz bis 1940 in der Gutleutstraße, danach in der Lindenstraße 27 im Westend. Zum 1. Oktober 1932 trat er der NSDAP bei (Mitgliedsnummer 1.346.664). Während dieser Zeit hatte er sich auch als Mitglied der SS mit der Mitgliedsnummer 306.631 einschreiben lassen.
Zum Zeitpunkt des deutschen Überfalls auf Polen im September 1939 war er in einem SS-Sonderkommando auf polnischem Territorium eingesetzt. Nach seiner Rückkehr in das Frankfurter Gestapoamt 1942 wurde er im sogenannten „Judenreferat“ für die Organisation der Massendeportationen im Bahnhof Großmarkthalle eingesetzt. Nachdem diese Deportationen im Herbst 1942 nahezu abgeschlossen waren, übernahm er 1943 die Leitung des Sabotagereferates der Gestapo Frankfurt. Hier war ab September 1943 Reinhard Breder, als Leiter des Gestapoamtes, sein Dienstvorgesetzter. Ab diesem Zeitpunkt organisierte die Frankfurter Gestapo Maßnahmen, um die eigentlich vor Deportationen noch geschützten Juden der Vernichtung auszuliefern. Das waren vor allem Juden, die in „Mischehen“ lebten, „Weltkriegskämpfer“ und Rüstungsarbeiter, die aus bestimmten wirtschaftlichen oder politischen Gründen noch nicht deportiert werden sollten. Durch ein System von Spitzeln und schärfster Überwachung ließ die Frankfurter Gestapo solche „privilegierten Juden“ wegen geringfügigster Verfehlungen, wie Verdeckung des Judensterns oder ordnungswidrigem Antrag auf eine Kohlenzuteilung in ein Konzentrationslager einweisen, von wo aus sie dann in Vernichtungslager deportiert und ermordet wurden. Im Jahr 1943 wurde Baab zum SS-Untersturmführer befördert.
Nach Kriegsende kam Heinrich Baab im April 1947 in Haft. Im Jahr 1950 wurde er vor dem Landgericht Frankfurt am Main wegen Mordes angeklagt. Insgesamt fünf Wochen dauerte der Prozess, 157 Zeugen wurden vom Gericht gehört. Als ein Zeuge sagte auch Reinhard Breder, sein damaliger Vorgesetzter, aus. Ebenfalls als Zeuge in diesem Prozess wurde Hermann Schramm gehört, bis 1934 Tenor an der Oper Frankfurt und Überlebender des Holocaust. Er hatte in Frankfurt eine direkte Begegnung mit dem Angeklagten erlebt. Auf den Straßen der Stadt hatte Baab eine jüdische Frau festgenommen und beim Durchwühlen ihrer Handtasche einen Fahrschein für die Straßenbahn gefunden. Bei der folgenden öffentlichen Auseinandersetzung versuchte Baab seinen Fund bei der Frau als Beweis darzustellen, dass sie die Verkehrsmittel der Stadt benutze, was Juden strengstens verboten war. Als Schramm eingriff um der Frau zu helfen, wurde er mehrfach von Baab ins Gesicht geschlagen, ohne aber selbst verhaftet zu werden. Diesen Vorfall schilderte der Zeuge bei der Verhandlung vor dem Schwurgericht und bestätigte dabei, den Täter wieder erkannt zu haben. Baab wurde am 5. April 1950 wegen vollendeten Mordes in 55 Fällen zu lebenslangem Zuchthaus verurteilt.
Während seiner Haft in der Justizvollzugsanstalt Butzbach versuchte er über viele Jahre hinweg, sich zu rechtfertigen und als Opfer darzustellen. In Gnadengesuchen an den hessischen Ministerpräsidenten Georg-August Zinn, Beiträgen in Tageszeitungen, Wiederaufnahmeanträgen und Memoranden bezeichnete er sich als „kleines Rädchen und weisungsgebundenen Beamten“, der „unverschuldet in das Getriebe der Judenverfolgungsmaschinerie geraten“ sei und in „untergeordnete(r) Stellung“ nur „gewissenhaft und unbestechlich zum Wohle Deutschlands seine Pflicht erfüllt habe […]“. Nach Zinns Tod wurde Heinrich Baab Ende 1972 durch den hessischen Justizminister Karl Hemfler vorzeitig aus der Haft entlassen.